# Alte Leite
Koordinaten: 50° 40′ 51″ N, 13° 16′ 3″ O
Das Naturschutzgebiet Alte Leite liegt im Erzgebirgskreis in Sachsen. Es erstreckt sich östlich von Sorgau, einem Ortsteil der Großen Kreisstadt Marienberg, und nordwestlich von Blumenau, einem Ortsteil der Stadt Olbernhau. Nördlich des Gebietes fließt die Flöha, ein rechter Nebenfluss der Zschopau, und verläuft die S 223.

## Bedeutung
Das rund 32,7 ha große Gebiet mit der NSG-Nr. C 07 wurde im Jahr 1981 unter Naturschutz gestellt.